# Jonatan Binotto
Jonatan Binotto (Montebelluna, Provincia de Treviso, Italia, 22 de enero de 1975) es un exfutbolista italiano. Se desempeñaba en la posición de centrocampista.

## Clubes
| Club               | País   | Año         |
| ------------------ | ------ | ----------- |
| Ascoli Calcio      | Italia | 1994 - 1995 |
| A. C. Cesena       | Italia | 1995 - 1996 |
| Hellas Verona      | Italia | 1996 - 1998 |
| Bologna F. C.      | Italia | 1998 - 2001 |
| Inter de Milán     | Italia | 2001        |
| A. C. ChievoVerona | Italia | 2001        |
| Brescia Calcio     | Italia | 2002        |
| Calcio Como        | Italia | 2002 - 2003 |
| Bologna F. C.      | Italia | 2004 - 2005 |
| A. C. Pistoiese    | Italia | 2005 - 2006 |
| Triestina Calcio   | Italia | 2006        |
| S. S. Casalecchio  | Italia | 2006 - 2007 |